# Rui Santos (ator)
Rui Santos (11 de Outubro de 1977), é um actor português, natural de Vale de Cambra.

## Carreira

### Televisão
| Ano         | Projeto               | Papel                | Notas                 | Canal |
| ----------- | --------------------- | -------------------- | --------------------- | ----- |
| 2001        | Filha do Mar          |                      | Participação Especial | TVI   |
| 2002        | Anjo Selvagem         | Alexandre (Alex)     | Elenco Adicional      | TVI   |
| 2003        | Saber Amar            | Luís Miguel Santiago | Elenco Adicional      | TVI   |
| 2004 - 2005 | Inspetor Max          | Sérgio Calado        | Protagonista          | TVI   |
| 2006        | Fala-me de Amor       | Ricardo Nunes        | Elenco Principal      | TVI   |
| 2006        | Aqui Não Há Quem Viva | Ricardo              | Participação Especial | SIC   |
| 2007        | Vingança              | Lourenço Delgado     | Elenco Principal      | SIC   |
| 2007        | Floribella            | Segundo              | Participação Especial | SIC   |
| 2008 - 2009 | Rebelde Way           | Ricardo Moura        | Elenco Principal      | SIC   |
| 2010 - 2011 | Laços de Sangue       | Manuel Dantas        | Elenco Principal      | SIC   |
| 2011 - 2012 | Morangos com Açúcar   | Manuel Basílio       | Elenco Principal      | TVI   |
| 2012 - 2013 | Windeck               | Giorgio Ruffato      | Elenco Principal      | TPA   |
| 2013        | Mundo ao Contrário    | João Borges Malta    | Co- Protagonista      | TVI   |
| 2013        | Depois do Adeus       | Locutor              | Elenco Adicional      | RTP1  |
| 2014        | Os Filhos do Rock     | Alfredo              | Elenco Adicional      | RTP1  |
| 2014        | Bem-Vindos a Beirais  | Lourenço             | Elenco Adicional      | RTP1  |
| 2014 - 2015 | Água de Mar           | Vicente Barahona     | Protagonista          | RTP1  |
| 2014 - 2015 | Jardins Proibidos     | Bruno Barbosa        | Elenco Principal      | TVI   |
| 2015 - 2016 | A Única Mulher        | Vicente              | Participação Especial | TVI   |
| 2016        | Rainha das Flores     | Bernardo             | Participação Especial | SIC   |
| 2016 - 2017 | Inspetor Max          | Sérgio Calado        | Protagonista          | TVI   |
| 2018 - 2019 | A Teia                | Paulo Cardoso        | Co- Antagonista       | TVI   |
| 2020 - 2021 | Amar Demais           | Xavier Morais        | Elenco Principal      | TVI   |
| 2021        | O Clube               | João Tavares         | Elenco Principal      | SIC   |
| 2022        | Lua de Mel            | Pablo Ruiz           | Elenco Principal      | SIC   |
| 2023 - 2024 | Os Eleitos            | José Pedro           | Elenco Principal      | SIC   |
| 2025        | A Herança             | Mateus Cruz          | Elenco Principal      | SIC   |

### Cinema
- Quando o Anjo e o Diabo colaboram (2008)
- O Santuário (2009)

### Teatro
- "Pénis, uma espécie de musical", 2024
- “Zé,a estória de um homem mediano” TEMA (Teatro de Mafra/Teatro da Comuna), 2017
- “Procura-se felicidade” TEMA(Teatro de Mafra), 2016/2017
- “A matemática”,”Inglês”,”Um conto de natal” TEATROESTE(Teatro infantil/musical), 2015
- “O dia das mentiras” - Fernando Gomes - Teatro da Trindade, 2008;
- “A desobediência” - Rui Mendes - Teatro da Trindade, 2007;
- “Enquanto espero por ti...” - Paulo Calçada - Teatro Municipal do Barreiro, 1999;
- “A caixinha de surpresas” - Bruno Schiappa – Chapitô, 1998;
- “O julgamento” - Bruno Schiappa – Chapitô, 1997
- “Aldeia cor-de – Rosa”  - Bruno Schiappa – Chapitô, 1997;
- “Birra do morto - Luís Ramos - Teatro Municipal do Barreiro, 1997;